# Кува (Узбекистан)
Кува́ (ранее — Куба́, Кубо́) (узб. Quva / Қува) — один из древнейших городов Средней Азии, с 1929 года — административный центр Кувинского района Ферганской области Узбекистана.  Кувинский район граничит с Ташлакским, Изияванским районами города Кувасай, а также с Асакинским и Мархаматским районами Андижанской области Республики Узбекистан (19,2 км). Общая площадь района 440 км2. Название города произошло от тюркского племенного названия «кува», известного у киргизов и узбеков. Точные данные, когда был основан город, неизвестны, но учёные-археологи, изучающие древний город, относят данные к III веку до нашей эры.  

## История
Один из самых древних городов Ферганской долины на Великом шёлковом пути.
Город в форме Куба впервые упомянут в «Худуд аль-алам», а также у арабских географов Истахри, Ибн Хаукаля и Мукаддаси.
В связи с древностью города точная дата его основания пока не установлена, предварительно возраст поселения датируется III веком до н.э.
Среди городов восточной части Средней Азии по древности Кува занимает позицию после Чуста, Истаравшана, Худжанда, Пенджикента (с рубежа II—I тысячелетий по VI—V века до н.э.) и одновременно возглавляет список таких древних городов, как Касансай, Ош, Узген, Ахсикент, Риштан (III—II века до н.э.) и других.
Город лежал на древнем караванном пути, который связывал Ферганскую долину с Кашгаром. Во времена раннего средневековья он был одним из крупных городов долины.
При раскопках в 1956—1958 годах были обнаружены буддийский храм VII—VIII веков с глиняными статуями Будды и различных буддийских божеств, многочисленные бытовые предметы и другое.
В средние века Куба считалась столицей области и 2-м городом Ферганы после Ахсикета.
В X веке Кува описывалась в арабских источниках, состоя из 3-х частей — цитадели и шахристана, защищённых стенами с башнями и воротами, а также рабада, развалины которых сохранились до настоящего времени. Был разрушен во время монгольского нашествия в начале XIII века.
О происхождении названия Кувы среди учёных имеются разногласия. Согласно китайским источникам считается, что до начала эры и в первые столетия новой эры город назывался Квэйсан, Юань Чэн, а до арабского вторжения — возможно, Хунмынь.
Примерно с конца X века город получил название Кубо, что на персидско-таджикском означает «сильный», «поддерживающий», а также «прочная крепость», что соответствует фортификационным сооружениям — мощной оборонительной стене города.
Население города Кувы того времени, как большинство ферганцев, являлось носителями одной из ветви восточно-иранского языка.
Арабские завоевания положили начало исламизации. В частности, в период завоевания арабами Средней Азии в 739 году наместник Хорасана и Маверанахра Наср ибн-Сейяр осадил в Фергане город Куву и в последующем заключил договор с сыном правителя города.
В связи с тем, что правитель Кувы был малолетним князем, переговоры с арабами от его имени через переводчика вела его мать — царица Кувы. По рассказам, она прочла арабам краткое наставление о царствовании и менталитете восточно-иранских властителей:

Царь — не истинный царь, если у него нет 6 вещей: визиря, которому он может доверить свои тайные замыслы и который даст ему продуманный совет; повара, который, если у царя нет вкуса к еде, найдёт, чем пробудить его аппетит; жены, при взгляде на лицо которой исчезают все его тревоги; крепости, где он может укрыться; меча, который не подведёт его в бою с врагом; сокровища, на которое он может прожить в любой части света
С установлением господства тюркской династии Караханидов с XI века в Ферганскую долину проникают новые волны тюркских и тюркско-монгольских степных племён, которые переходят к оседлости и вступают в контакт с местным населением — парканцами.
Эта тенденция развивается в эпоху Чагатаидов, Тимуридов и Шайбанидов. Особенно с приходом последних (с XVI века) усилился начавшийся с древних времён процесс тюркизации оседлого ираноязычного населения Ферганы.
До монгольского нашествия город Кува считался одним из крупных центров просвещения Ферганы. В городе процветала наука, поэзия и литература.
Специалисты не исключают, что город, возможно, является родиной одного из крупнейших средневековых учёных IX века, среднеазиатского астронома, математика и географа Аль-Фергани, который служил халифам Мерва, Каира и Багдада и снискал известность в Европе под именем Alfraganus. Ферганский ученый-археолог, кандидат исторических наук Геннадий Иванов первым предположил, что родиной Аль-Фергани может быть средневековая Кува. Основываясь на данных из исторических источников и результатах археологической экспедиции 1998 года на древнем городище Кувы, археолог установил факт пребывания знаменитого учёного в этом городе.

## География
Город расположен на северо-востоке Ферганской области Республики Узбекистан.

## Экономика
В советские времена город значительно увеличился по размеру после открытия в нём мебельной фабрики и консервного завода.

## Известные уроженцы
- Абул Макорим Ризкуллох ибн Мухаммад ибн Абулхасан ибн Умар ал Кубовий — средневековый персидский учёный, учитель, литературовед XII века.
- Абудуноср Ахмад ибн Мухаммад Кубовий — персидский, таджикский писатель, учёный-историк, переводчик XII века.
- Абу́-ль-Абба́с А́хмад ибн Муха́ммад Аль-Фергани — крупнейший средневековый персидский учёный IX века, среднеазиатский астроном, математик и географ (798—861).
- Иброхим ибн Али ал Хусайн ибн Исхок Кубовий ас Суфий — персидский ученый-суфий (1103—1178).
- Мухаммад ибн Мухаммад ибн Мухаммад ал Кубовий — персидский алим, авторитетный знаток ислама (XIII век).
- Рукидин Кубовий — средневековый персидский поэт Мавераннахра (XIII век).
- Акрам Мамедович Юсупов — советский, узбекский цирковой артист, клоун, народный артист Узбекистана

## Галерея

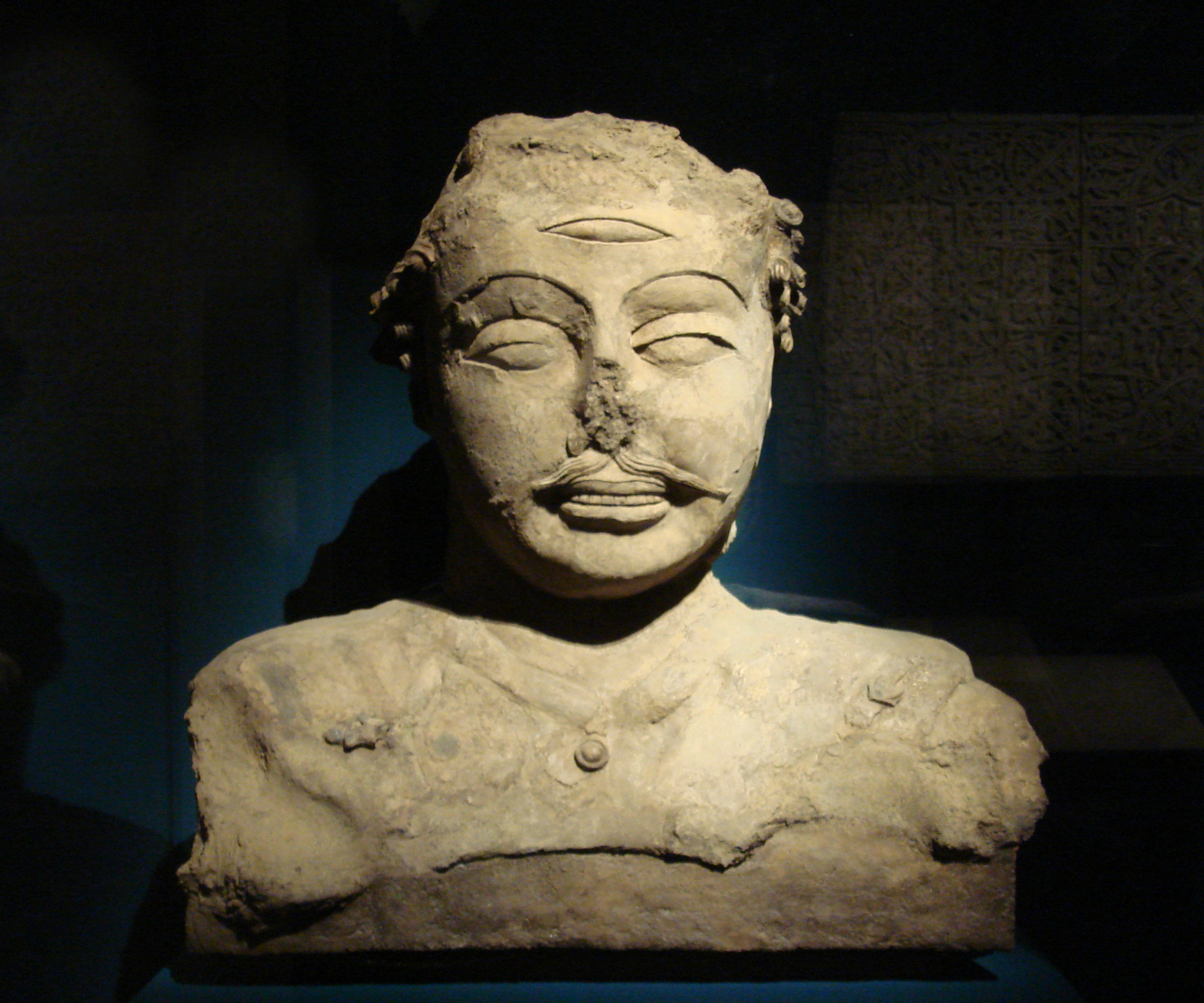
Божество Вешпаркар, VII век, Кува (Фергана), Узбекистан
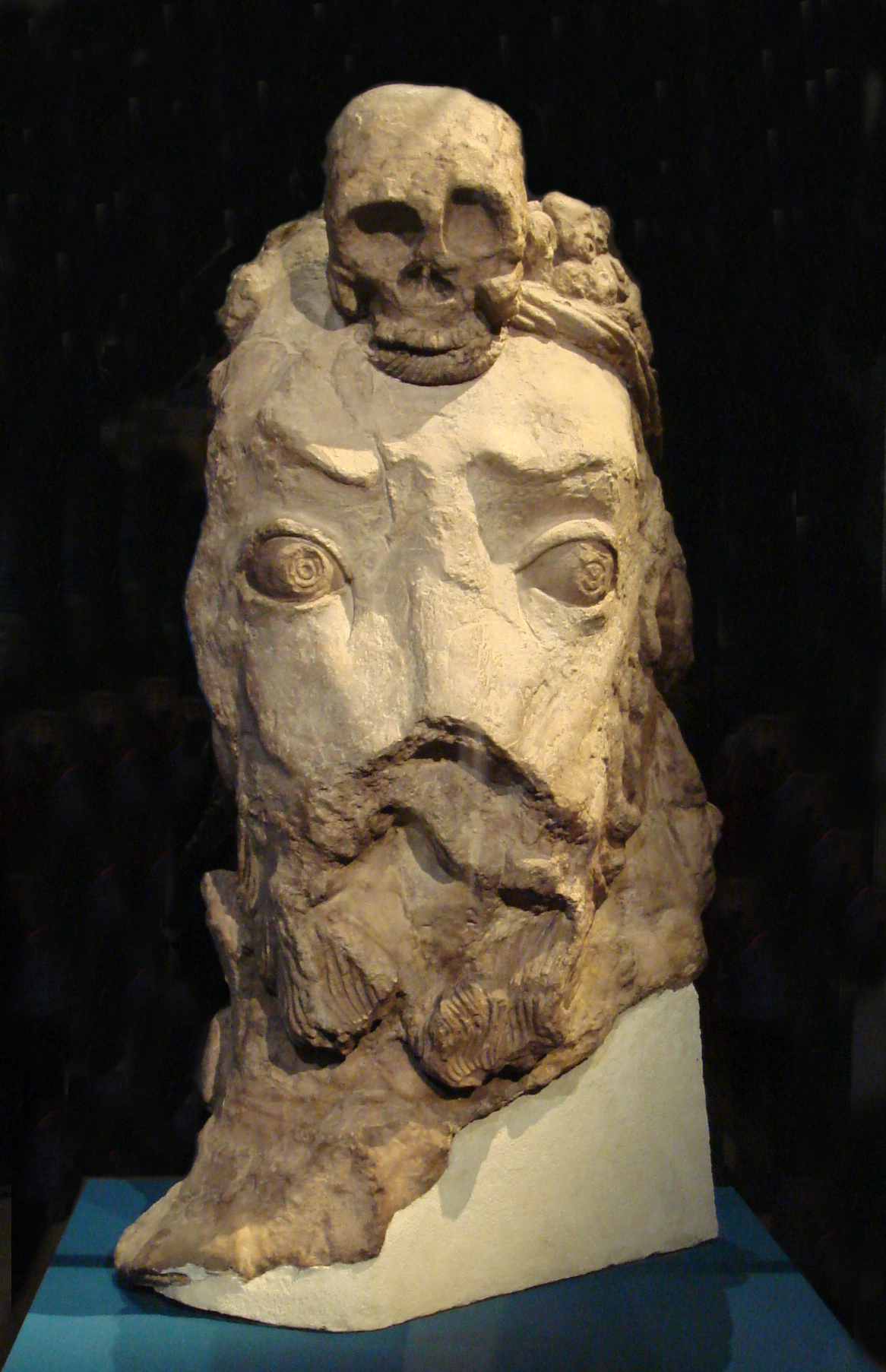
Голова демона, VII век, буддийский храм Кувы (Фергана), Узбекистан
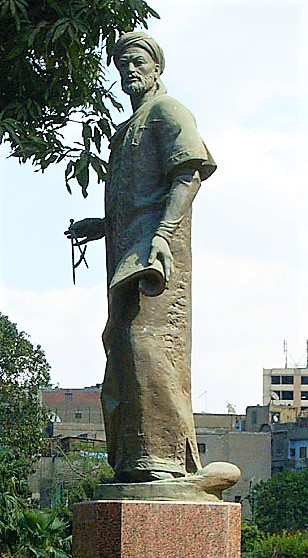
Памятник Аль-Фергани в Каире (Египет)